# 林根貝格

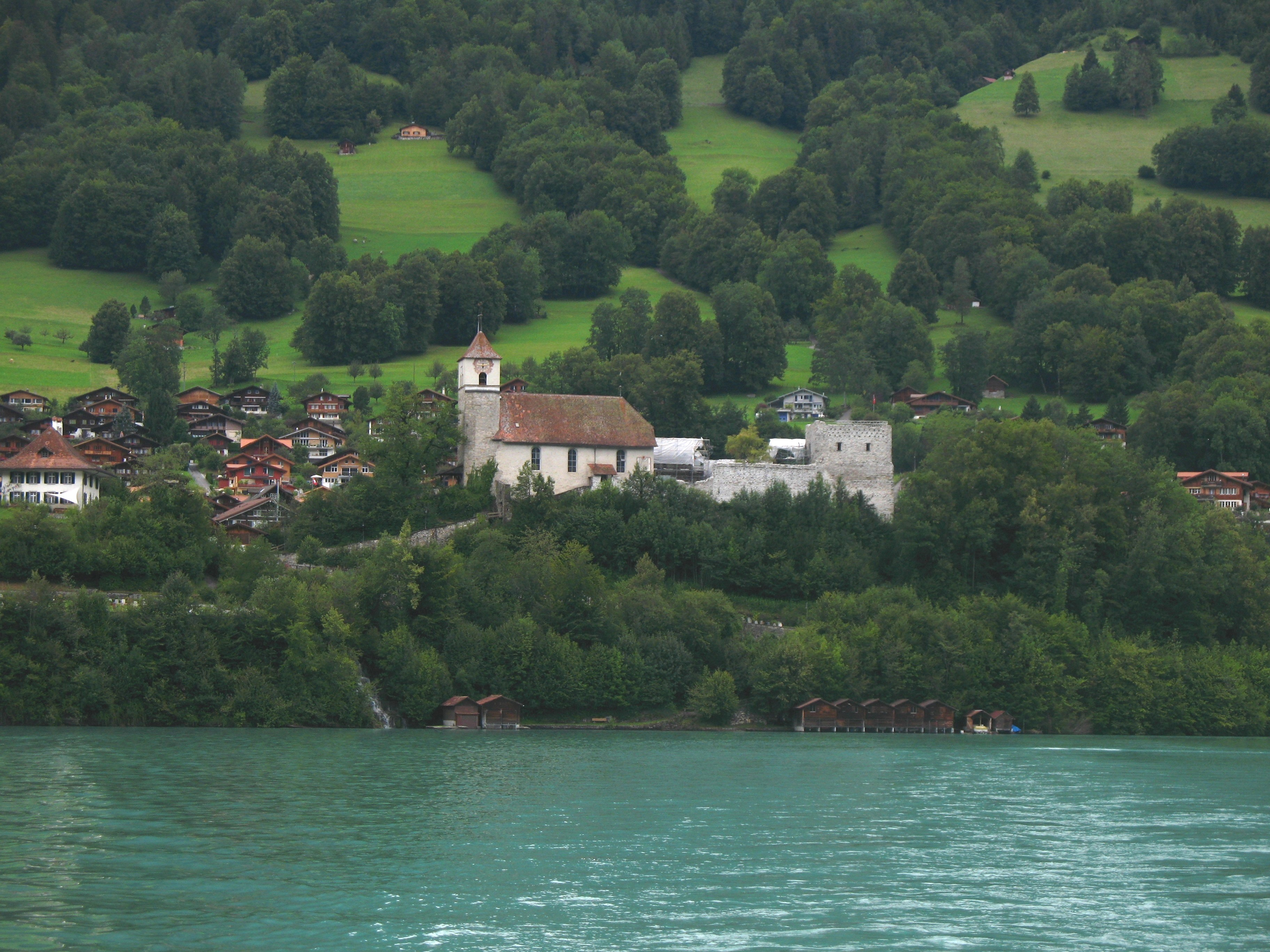

林根貝格是瑞士的城鎮，位於該國中西部，由伯恩州負責管轄，面積8.75平方公里，海拔高度1,103米，2011年人口2,627，七成人口信奉基督教，人口密度每平方公里300人。

## 外部連結
- Ringgenberg （页面存档备份，存于）
- Camping Talacker Camping and Caravan site in Ringgenberg